# Saturnov tempelj, Rim
Saturnov tempelj (lat. Templum Saturni ali Aedes Saturni, italijansko Tempio di Saturno) je bil antični rimski tempelj posvečen bogu Saturnu. Njegove ruševine stojijo ob vznožju Kapitolskega griča na zahodnem koncu Rimskega foruma. Prvotna predanost templja je tradicionalno datirana na 497 pr. n. št., vendar so se antični pisci močno razlikujejo z zgodovino tega mesta.

## Arheologija
Kolaps je pustil malo stoječega, razen ostankov verande. Delno ohranjeni pediment prikazuje napis:
Senatus Populusque Romanus 
incendio consumptum restituit
kar pomeni ?Senat in Rimljani so obnovili [tempelj], ki ga je požrl ogenj.' Pediment in osem ohranjenih stebrov predstavljajo eno od ikonskih podob antične arhitekturne dediščine Rima.

## Zgodovina
Gradnja templja naj bi se začela v poznejših letih rimskega kraljestva pod Tarkvinijem Ošabnim. Njegovo odprtje s strani konzula Tita Larcija je potekalo v prvih letih republike. Tempelj je povsem rekonstruiral Lucij Munacij Plank leta 42 pred našim štetjem.
Sedanje ruševine predstavljajo tretjo preobrazbo Saturnovega templja, ki nadomešča verzijo, ki jo je uničil požar cesarja Karina leta 283 n. št.. Obstoječi napis na frizu spominja na to obnovo po požaru. Če bi bil še v uporabi v 4. stoletju, bi bil tempelj zaprt med preganjanjem poganov v poznem rimskem cesarstvu.

## Lega
Od današnje poti skozi Forum tempelj stoji tik za Rostro, starim govorniškim platojuem na Forumu, blizu slavoloka Septimija Severa. V rimskih časih se je Via Sacra končala tik pred templjem. Clivus Capitolinus je vodil okoli templja do Kapitola.

## Pomen
Poleg verskega pomena za antični Rim, je tempelj igral pomembno sekularno vlogo v Rimski republiki: pred templjem je bil sedež zakladnice (aerarium populi Romani), tj. skladišče rimskih zakladov, ki se je zato imenovala tudi aerarium Saturni. Tam so bili tudi državni arhivi in insignije in uradna lestvica za tehtanje kovin. Prag vhoda v Aerarium se je ohranil do danes, čeprav se je dejanska veranda skoraj povsem porušila. Kasneje so se preselili v drugo stavbo, arhive pa so prenesli v bližnji Tabularium. Na vzhodni strani tempeljskega podija v betonu, prekritem z travertinom, so še vedno luknje v ploščah, ki prikazujejo Acta diurna, javna obvestila.

## Zgradba
Vidni ostanki templja segajo v različne stopnje gradnje. Stebri ohranjene sive in roza granitne fronte segajo v obnovo leta 283, prav tako kot štiristranski jonski beli marmorni kapiteli. Arhitrav in frizi izvirajo iz poznega 2. ali začetka 3. stoletja in so bili ponovno uporabljeni v Saturnovem templju, kot kaže okrasitev notranjosti blokov, ki so obrnjeni proti pronaosu. Sprednji del je bil obdelan tako, da je bil vstavljen omenjeni napis. Na nekaterih oseh stebrov so bili uporabljeni dodatni manjši bloki ogrodja, ki se tudi stilsko razlikujejo od ostalih. Kompenzirali so večjo čelno širino, za katero prvotno niso bili izdelani. Nazadnje, gejzon je povezan z gradnjo Munatija Planka in je bil ponovno uporabljen tukaj. Nad ostanki zgodnje Avgustove predhodnice se je dvignil podij, okrašen s travertinom iz opus caementiciuma, pod čigar čelnim stopniščem naj bi bil aerarij.